# Charles Coulson
Charles Alfred Coulson (* 13. Dezember 1910 in Dudley; † 7. Januar 1974 in Oxford) war ein englischer Chemiker und Angewandter Mathematiker.

## Leben
Coulson war der Sohn eines Inspektors technischer Schulen, ging in Bristol zur Schule und studierte ab 1923 mit einem Stipendium Mathematik und Naturwissenschaften an der University of Cambridge (Trinity College). In den Tripos-Prüfungen schloss er mit Bestnoten ab, sowohl in Mathematik als auch in Naturwissenschaft. Danach forschte er unter R. H. Fowler und John Lennard-Jones über Molekülorbitaltheorie. 1936 wurde er promoviert. 1938 heiratete er und wurde Lecturer an der University of St Andrews (Queen’s College). Im Zweiten Weltkrieg war er aus religiösen Gründen (er war Methodist) vom Wehrdienst befreit. 1945 wurde er Lecturer in Mathematik in Oxford und außerdem am Labor für Physikalische Chemie.
1947 wurde er Professor für Theoretische Physik am King’s College London und 1952 Rouse Ball Professor für Mathematik und Fellow des Wadham College in Oxford. 1972 wechselte er auf einen Lehrstuhl für Theoretische Chemie in Oxford.
Er starb an einer Krebserkrankung.
Coulson wurde 1970 mit der Davy-Medaille ausgezeichnet, 1968 erhielt er Faraday Medal und 1969 die Tilden Medal der Chemical Society. Er war mehrfacher Ehrendoktor. 1941 wurde er Fellow der Royal Society of Edinburgh und 1950 der Royal Society. 1963 wurde er in die American Academy of Arts and Sciences gewählt.
Er war überzeugter Methodist und veröffentlichte auch über religiöse Themen und trat dazu im Fernsehen auf. 1962 bis 1968 war er im Zentralkomitee des World Council of Churches. 1965 bis 1971 stand er der karitativen Organisation Oxfam vor.

## Werke
- Electricity. Edinburgh: Oliver and Boyd ; New York: Interscience Publishers, 1948.
- Valence. London u. a.: Oxford Univ. Press, 1952.
- Waves : a mathematical account of a common types of wave motion. 7. ed., repr. Edinburgh u. a.: Oliver & Boyd [u. a.] , 1958.
- Dictionary of pi-electron calculations. Oxford u. a.: Pergamon Press, 1965.
- The shape and structure of molecules. Oxford: Clarendon Press, 1973.
- Coulson, Charles A.; O’Leary, Brian; Mallion, Robert B.: Hückel theory for organic chemists. London: Acad. Pr., 1978.